# 하늘나라에서 온 편지
"하늘나라에서 온 편지"는 1979년에 개봉한 대한민국의 영화이다.

## 캐스팅
- 강수연
- 이순재
- 백일섭
- 안옥희
- 김보미
- 조인아
- 민선숙
- 이은미
- 유혜승
- 안성태
- 오세일
- 임성호
- 장훈
- 임성포
- 이승열
- 손전
- 김승남
- 오세장
- 김지영
- 전옥경
- 권일정
- 배태식
- 전동재
- 나영필
- 한다영
- 박일
- 정희섭